# Esmoriz
Esmoriz es una freguesia portuguesa del municipio de Ovar, con 9,05 km² de superficie y 10.993 habitantes (2001). Su densidad de población es de 1 214,7 hab/km².